# فلیتسانو
فلیتسانو (به ایتالیایی: Felizzano) یک کومونه در ایتالیا است که در استان آلساندریا واقع شده‌است.

## خصوصیات
فلیتسانو ۲۵٫۲ کیلومترمربع مساحت و ۲٬۴۰۵ نفر جمعیت دارد و ۶۲ متر بالاتر از سطح دریا واقع شده‌است.